# Gà tuyết Caspi
Gà tuyết Caspi, tên khoa học Tetraogallus caspius, là một loài chim trong họ Phasianidae.